# Prix national Taras-Chevtchenko
Le prix national Taras-Chevtchenko (ukrainien : Націона́льна пре́мія Украї́ни і́мені Тараса́ Шевче́нка) est un prix littéraire et artistique récompensant des auteurs d'expression ukrainienne. Il est administré par l'État ukrainien depuis 1961. 
Le prix est nommé en honneur au poète Taras Chevtchenko (1814-1861), le père de la littérature ukrainienne moderne.

## Histoire

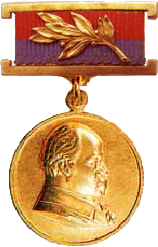
Médaille soviétique du prix Chevtchenko.

Le prix a été créé sur la décision du Conseil des ministres de la RSS d'Ukraine comme le prix de la République d'Ukraine, le 20 mai 1961. On l'a attribué pour la première fois le 9 mai 1962 à Pavlo Tytchyna, Oles Hontchar et Platon Maïboroda. La récompense à cette époque s'élevait à 2 500 roubles.
En 1969, le prix devient le « Prix d’État de la RSS d'Ukraine Taras-Chevtchenko ». 
Le 22 juin 2000, avec l'oukase du président d'Ukraine no 808/2000, le prix a été promu au rang de la plus haute distinction artistique ukrainienne. 
La somme d'argent attribuée est différente d'une année à l'autre, puisqu'elle est gérée par la fondation de Chevtchenko. En 2010, par exemple, elle fut diminuée de 170 000 hryvnias à 130 000 hryvnias ce qui paraissait à certains insuffisant, à quoi la conseillère du président, Anna German, a répondu que dans le contexte d'une crise économique il était bon de se rappeler la modestie de Taras Chevtchenko lui-même.

## Conditions d'attribution
La distinction est attribuée par un oukase du président d'Ukraine aux citoyens du pays et aux étrangers, une fois dans la vie de la personne. 
Les œuvres peuvent être nommées durant cinq ans à partir de la date de leur création ou de leur publication. Elles sont sélectionnées par l'Académie ukrainienne des arts, l'Académie nationale des sciences d'Ukraine, le ministère de la Culture et du Tourisme d'Ukraine, les unions littéraires et artistiques. La décision de l'attribution est prise par le Comité d'attribution du prix Taras-Chevtchenko soumis au président d'Ukraine.
Le décret présidentiel de la remise des prix est publié au mois de mars chaque année dans le « Courrier du gouvernement » et annoncé à la radio et à la télévision. La cérémonie se déroule à l'Opéra national d'Ukraine. Exceptionnellement, le 9 mars 2010, l’événement fut déplacé sur la tombe de Taras Chevtchenko à Kaniv, sur la colline Tchernetcha Hora, proche du Dniepr.